# Abacillodes
Abacillodes is een geslacht van kevers uit de familie van de loopkevers (Carabidae). De wetenschappelijke naam van het geslacht is voor het eerst geldig gepubliceerd in 1988 door Straneo.

## Soorten
Het geslacht Abacillodes omvat de volgende soorten:
- Abacillodes jocquei Straneo, 1988
- Abacillodes malawianus Straneo, 1988